# Baluciîn, Busk
Baluciîn (în ucraineană Балучин) este localitatea de reședință a comunei Baluciîn din raionul Busk, regiunea Liov, Ucraina.

## Demografie
Componența lingvistică a localității Baluciîn
     Ucraineană (99,55%)
     Alte limbi (0,45%)
Conform recensământului din 2001, majoritatea populației localității Baluciîn era vorbitoare de ucraineană (99,55%), existând în minoritate și vorbitori de alte limbi.